# УПА. Тактика боротьби
«УПА. Тактика боротьби» — український історичний документальний фільм про боротьбу УПА за визволення України.

## Інформація про фільм
У них немає Великої землі. У них є «своя земля», яку треба захищати. А навколо кільце фронтів: німецький, радянський, польський. І всі грабують, вивозять на каторгу, палять…
Автори сценарію — Віталій Загоруйко, режисери-постановники — Віталій Загоруйко та Сергій Братішко, оператори — Іван Волошин, Валерій Бортніченко, монтаж — Андрій Загоруйко, текст читає — Віктор Власенко. Фільм створений 2007 року Національною Телевізійною Компанією України спільно з Товариством пошуку жертв війни «Пам'ять».
Фільм побудований на реальних історичних фактах, документах та розповідях очевидців. Складається з двох частин, повна тривалість фільму — 56 хвилин.
До 1950 року в Сибір та на Північ Радянського Союзу йшли «телячі» вагони, набиті полоненими повстанцями та «бандпосібниками». А на заході України дислокувалась третина всіх внутрішніх військ СРСР. У політичний лексикон Радянського Союзу міцно увійшли терміни — «бандити», «найманці» та «вбивці». За українським визвольним рухом Москва вбачала «чиюсь руку», не допускаючи думки, що українцям просто хочеться вільно жити в своїй державі. Носити тавро — доля переможених. Про безкомпромісну та героїчну боротьбу українських повстанців у фільмі — «УПА. Тактика боротьби».